# H. Bonciu
H. Bonciu – pseudonim artystyczny rumuńskiego oraz mołdawskiego pisarza, poety i tłumacza Bercu Haimovici (ur. 19 maja 1893 w Jassach, zm. 27 kwietnia 1950 w Bukareszcie); czasami pseudonim ten bywa błędnie interpretowany jako skrót od Horia Bonciu lub Haim Bonciu. Inne pseudonimy artysty to: Sigismund Absurdul i Bon-Tșu-Haș.

## Życiorys
H. Bonciu pochodził z rodziny mołdawskich Żydów. Jego ojcem był Carol Haimovici a matką kobieta o imieniu Ghizelei. W latach 1913–1914 studiował w Berlinie filologię, nauk jednak nie dokończył. Tuż przed I wojną światową a także po jej zakończeniu odwiedzał w Berlinie oraz w Wiedniu awangardowe kręgi artystyczne, zwłaszcza ekspresjonistyczne. Około 1923 roku powrócił do Rumunii. Podczas wojny został w 1916 roku powołany do armii i wysłany na front. Ze służby wojskowej był zwolniony w 1918. H. Bonciu współpracował z wieloma rumuńskimi czasopismami, m.in.: "Viitorul", "Scena", "Rampa", "Adevărul literar și artistic". Podobnie jak inni pisarze: Mircea Eliade, Geo Bogza, Mihail Sebastian i Tudor Arghezi został w Rumunii oskarżony z "robienia pornografii". Proces prasowy, który odbył się w 1937 roku (w czasach gdy w Rumunii rządy sprawowała królewska dyktatura), zakończył się dzięki wstawiennictwu Eugena Lovinescu szczęśliwie dla H. Boncia.

## Twórczość
H. Bonciu należy do największych eksperymentatorów w prozie rumuńskiej lat 30. Największy wpływ na twórczość H. Boncia wywarły dzieła Oscara Wilde’a, Charles’a Baudelaire’a, Fiodora Dostojewskiego, a z rumuńskich pisarzy Ilarie Voronci. Swoją tendencję do burzenia wszelkich tabu społecznych i estetycznych przejawił szczególnie mocno w powieściach: "Bagaż... Dziwne, podwójne życie człowieka klęczącego" (rum. Bagaj... Strania, dubla existență a unui om în patru labe, 1934) oraz "Pensjonat pani Pipersberg" (rum. Pensiunea doamnei Pipersberg, 1938), w których bogata ekspresyjność zostaje połączona z naturalistycznym ujęciem surowej rzeczywistości, subtelna liryczność z wyszukiwaniem obleśności, autoperswazja z karykaturą. Tomy poezji "Beczka i przewidzenia" (rum. Lada cu năluci, 1932), "Ja i Orient" (rum. Eu și Orientul, 1933), "Brom" (1939) i "Requiem" (1945) są napisane w duchu "Pieśni z szubienicy" Christiana Morgensterna. H. Bonciu przekładał na język rumuński dzieła z literatury austriackiej, niemieckiej i szwajcarskiej.

## Dzieła
- 1932 – Lada cu năluci (Bukareszt).
- 1933 – Eu și Orientul (Bukareszt).
- 1933 – Poemele către Ead (Bukareszt).
- 1934 – Bagaj... Strania, dubla existență a unui om în patru labe  (Bukareszt: Editura librăriei “Universala” Alcalay & Co.).
- 1936 – Pensiunea doamnei Pipersberg (Bukareszt: Editura librăriei “Universala” Alcalay & Co.).
- 1939 – Brom (Bukareszt).
- 1945 – Reqviem (Bukareszt).

### Wydania pośmiertne
- 1984 – Pensiunea doamnei Pipersberg (Kluż: Editura "Dacia", 198 str.). Do tego wydania została także załączona powieść Bagaż... Wstęp do publikacji napisała Mioara Apolzan.
- 2005 – Bagaj... Pensiunea doamnei Pipersberg (Bukareszt: POLIROM, 233 str.). Wstęp do publikacji, pdt. Sigismund Absurdul. Viața și opera napisała Adriana Babeți.